# Alexandria (Egyiptom)

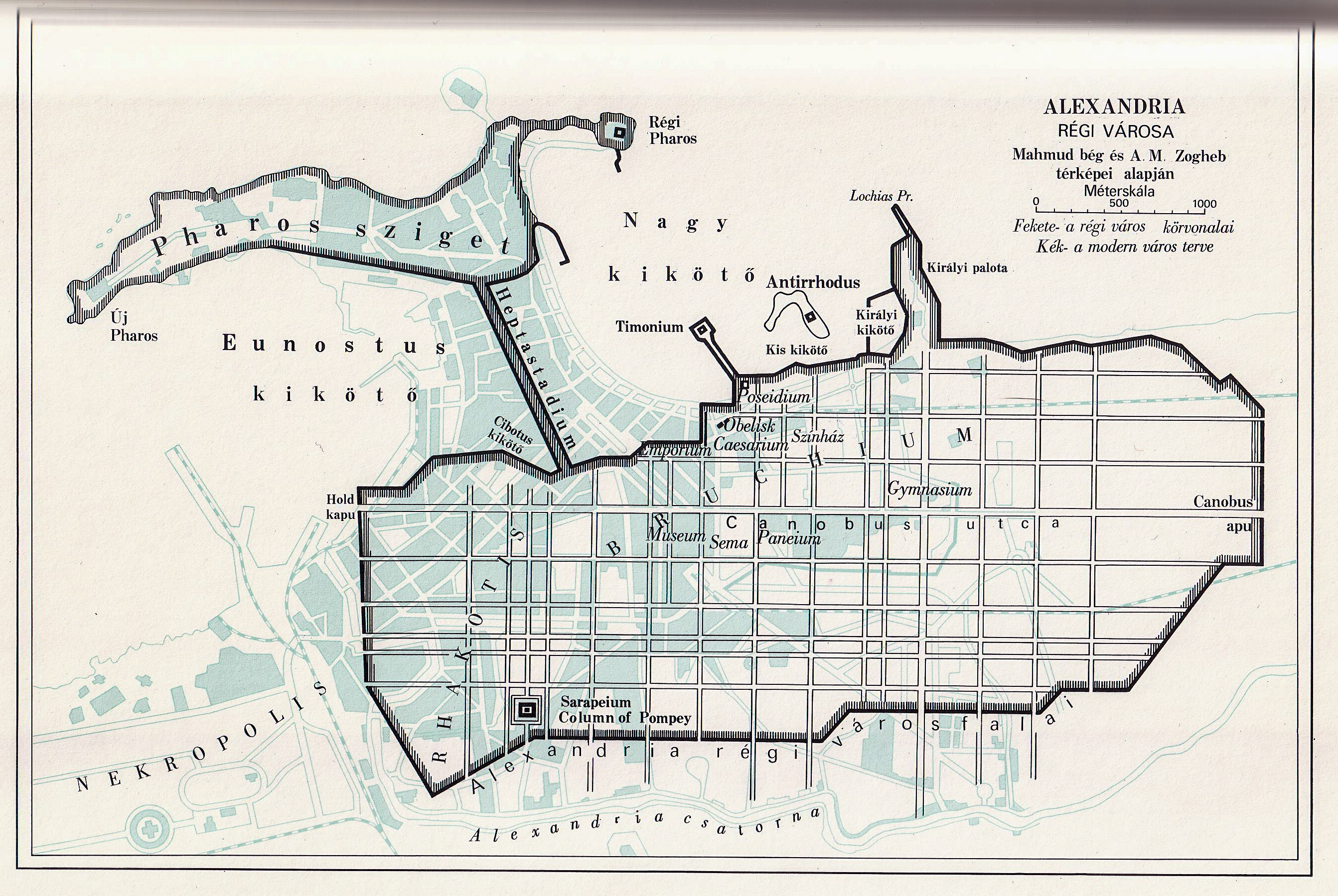
Az ókori Alexandria térképe. A háttérben kékkel a modern város körvonalai

Alexandria (görögül Αλεξάνδρεια – Alexandríja, koptul Ⲁⲗⲉⲝⲁⲛⲇⲣⲓⲁ, Ⲣⲁⲕⲟⲧⲉ – Alexandria, Rakote, arabul الإسكندرية – el-Iszkanderíjjah) egyiptomi nagyváros a Földközi-tenger partján, a Nílus deltatorkolatában, Kairótól 208 km-re északnyugatra. Alexandria kormányzóság székhelye.
Az egész ókori világ egyik legjelentősebb metropolisza. I. e. 331-ben alapította Nagy Sándor makedón király és egyiptomi fáraó, kinek halála után a Ptolemaida-dinasztia székhelye lett annak i. e. 30-as bukásáig, valamint Egyiptom fővárosa egészen a 641-es arab hódításig. A várost a Ptolemaida fáraók tették a tudomány fellegvárává és a korabeli világ legnagyobb városává. Itt állt az ókori világ hét csodájának egyike, a pharoszi világítótorony, valamint az ókor legnagyobb könyvtára, a Muszeion. Ma fontos  ipar-, és kikötőváros, mintegy 32 km hosszan húzódik a tengerparton. Kulturális és vallási csomópont, az ősi kopt ortodox egyház hagyományos központja. Területe 2,679 km², lakosainak száma 4 984 387 fő volt 2016. november 27-én, amivel Egyiptom és egész Észak-Afrika harmadik legnépesebb települése Kairó és Gíza után.

## Éghajlat
| Hónap                                                            | Jan. | Feb. | Már. | Ápr. | Máj. | Jún. | Júl. | Aug. | Szep. | Okt. | Nov. | Dec. | Év   |
| ---------------------------------------------------------------- | ---- | ---- | ---- | ---- | ---- | ---- | ---- | ---- | ----- | ---- | ---- | ---- | ---- |
| Átlagos max. hőmérséklet (°C)                                    | 18,4 | 19,3 | 21,0 | 24,0 | 26,5 | 28,6 | 29,7 | 30,4 | 29,6  | 27,6 | 24,1 | 20,0 | 25,0 |
| Átlagos min. hőmérséklet (°C)                                    | 9,0  | 9,3  | 10,8 | 13,4 | 16,6 | 20,3 | 22,8 | 23,1 | 21,3  | 17,8 | 14,3 | 10,6 | 15,8 |
| Átl. csapadékmennyiség (mm)                                      | 53   | 29   | 14   | 4    | 1    | 0    | 0    | 0    | 1     | 9    | 32   | 53   | 196  |
| Havi napsütéses órák száma                                       | 192  | 218  | 248  | 273  | 316  | 354  | 363  | 344  | 297   | 282  | 225  | 195  | 3307 |
| Forrás: World Meteorological Organization, Hong Kong Observatory |      |      |      |      |      |      |      |      |       |      |      |      |      |

## Az ókori Alexandria
III. (Nagy) Sándor alapította i. e. 331-ben, és önmagáról nevezte el. A hódító hasonló módon elkeresztelt új városai közül az egyiptomi vált a leghíresebbé és legnagyobbá. Évszázadokon át az ókor egyik legpompásabb, legnagyobb városa volt. Híres volt, mint a tudományok székhelye. A monda szerint Nagy Sándornak egy aggastyán jelent meg álmában, és Homérosz sorait idézte, amelyekben Pharosz szigetét említi; ez bírta rá, hogy ott építse meg a várost. A tenger és a Mareotisz nevű parti tó közötti homokos partszegélyen épült, Deinokratesz építész tervei szerint. 19 km volt a kerülete. Az előtte fekvő Pharoszt egy hatalmas, 7 stadion (1290 m) hosszú gáttal (Heptasztadion) a parthoz csatolták, így keletkezett a nyugati (Eunosztosz) és a keleti (ún. Nagy-) kikötő – ma is ez Alexandria két kikötője. A masszív Heptasztadiont idővel 500 méter szélesre növelte a tenger, ami folyton kavicsot és homokot rak le mellé. A két kikötőt összekapcsoló csatornák rég eltömődtek.
A város legszebb része az ún. Brukheion vagy Basaleza volt a „nagy kikötő” déli szélén, amelyben a királyi palota volt összes melléképületével. Ott állt a világhírű Muszeion, mely több évszázadon át a világ szellemi középpontja volt: benne helyezkedett el az állítólag 700 000 tekercsből álló könyvtár. A parthoz közelebb emelkedett Poszeidón temploma és a színház. A Brukheion keleti végén álltak az ún. Kleopátra tűi, két karcsú obeliszk az i. e. 16. századból, amelyek egyike 1878 óta Londonban, másika pedig 1880 óta New Yorkban van. A Brukheiontól délre emelkedett a pompás Gümnaszion 200 méteres oszlopcsarnokával és ettől keletre, a Kanoposz-kapu előtt terült el a nagy Hippodrom (lóversenypálya).
A várostól délnyugatra a Serapeian állt amely a római Capitolium után az akkor ismert világnak legpompásabb épülete volt s 200 000 tekercsből álló értékes könyvtárt foglalt magában. A Serapeion tágas helyiségében a Kr. u. 4. században egy római praefectus, Pompeius, Diocletianus császár tiszteletére hatalmas oszlopot állíttatott, amely a romok között még ma is áll, és a Pompeius oszlopa nevet visel. Egy darab vörös gránitból van faragva, melynek magassága 20, átmérője pedig 2 és fél méter. A korinthoszi stílusú oszloptalapzatával és fejezetével együtt összesen 32 méter magas. Napóleon Bonaparte tábornok rendeletére belevésték a francia katonák nevét, akik 1798. július 2-án, a város ostroma közben estek el, és sírjaik az oszlop tövében találhatók.
Az egész városnak azon a hatalmas területen volt a központja, amelyen derékszögben szelte egymást Alexandria két, 30 méternél is szélesebb főútja. Nagy romhalmazok, oszlopok és számos ciszterna jelzi még most az utak irányát. Nyugaton volt a föld alatti nagy Halottak városa (Nekropolisz), amely egészen az ún. Kleopátra fürdőjéig terjedt.
Az idők folyamán sok régi márvány- és gránitszobor került Rómába és később Konstantinápolyba, sok mást pedig a tenger öntött el. Mikor a rómaiak Kr. e. 30-ban Alexandriát elfoglalták, a városnak körülbelül egy millió lakosa volt. Az alexandriai lakosság etnikai összetételét tekintve igen kevert volt: leginkább görögök, egyiptomiak és számos zsidó élt itt, azonkívül az akkor ismert világ minden részéből megfordultak itt.

### Az alexandriai világítótorony
A Pharosz sziget keleti fokán emelkedett a híres világítótorony, az ókori világ hét csodájának egyike, amelyet a Kr. e. 3. században I. Ptolemaiosz Szótér uralkodása alatt Szósztratosz épített; nyolcemeletes és 160 méter magas volt, fénye 300 sztadionnyira (50–60 km) látszott a tengeren.

## Híres emberek
- Itt született Alexandriai Szent Ambrus udvari hivatalnok, ókeresztény író (212 előtt – 250 körül).
- Itt született Rudolf Heß, magas rangú náci tiszt, Adolf Hitler helyettese (1894-1987)
- Itt született André Aciman amerikai író (1951 –)
- Alexandria városa a valódi főszereplője Lawrence Durrell világhírű regény-tetralógiájának, az Alexandriai négyes-nek.

## Látnivalók
- Montaza palota
- Qaitbay erőd
- Bilbiotheca Alexandrina
- Alexandriai Nemzeti Múzeum
- Görög-római Múzeum
- Királyi Ékszermúzeum
- Szadat Múzeum
- Alexandriai Akvárium
- Alexandriai Állatkert

## Galéria

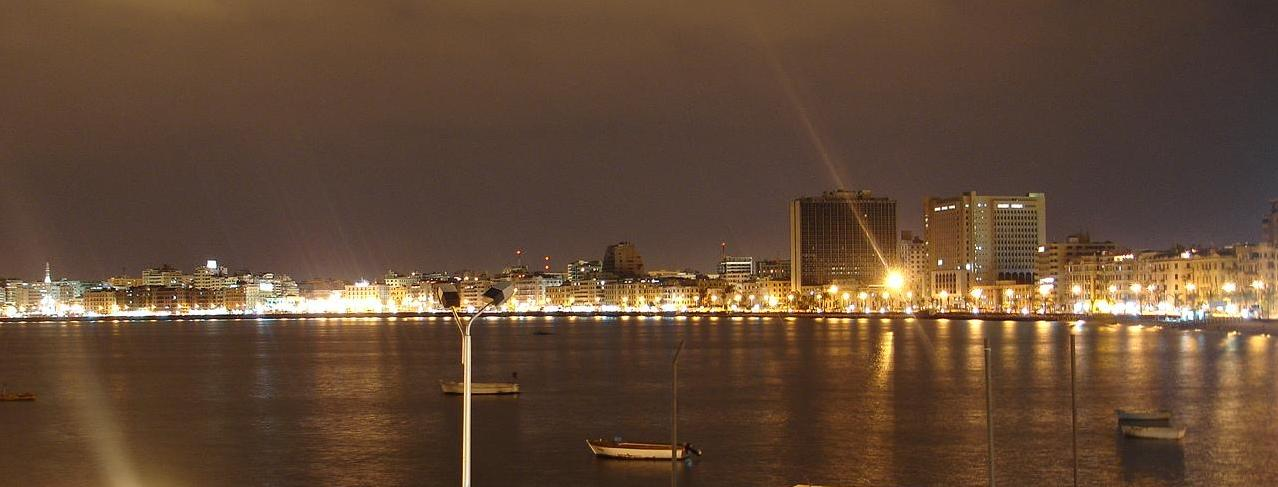
Alexandria éjszaka
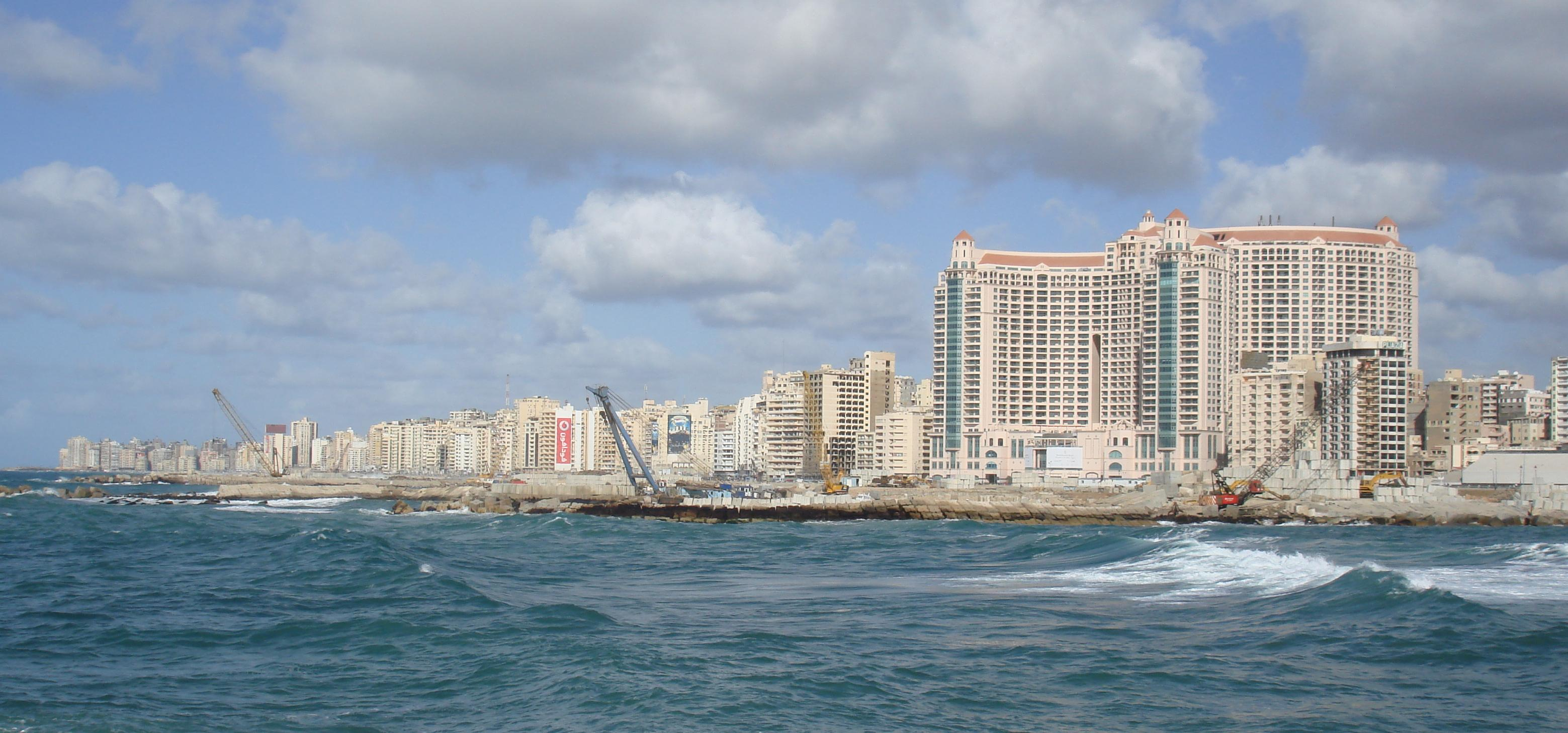
San Stefano Grand Plaza
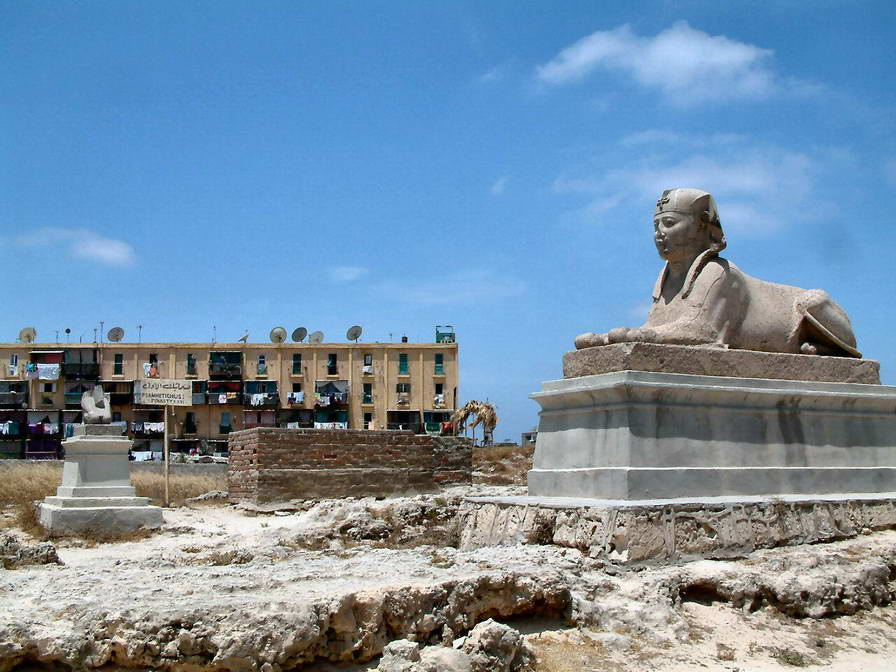
A régi és az új jól megfér egymás mellett
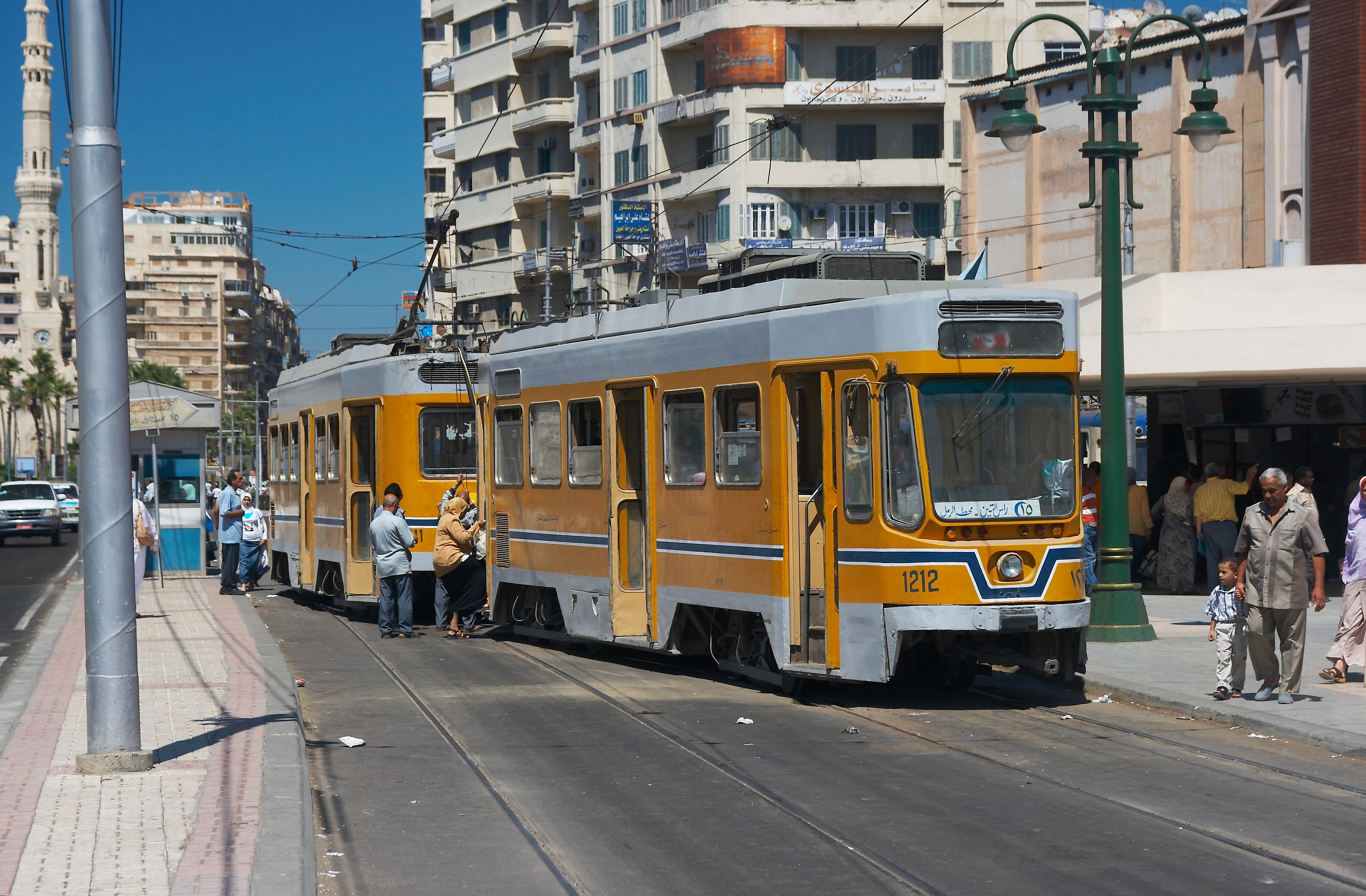
Magyar (GANZ) gyártású villamos
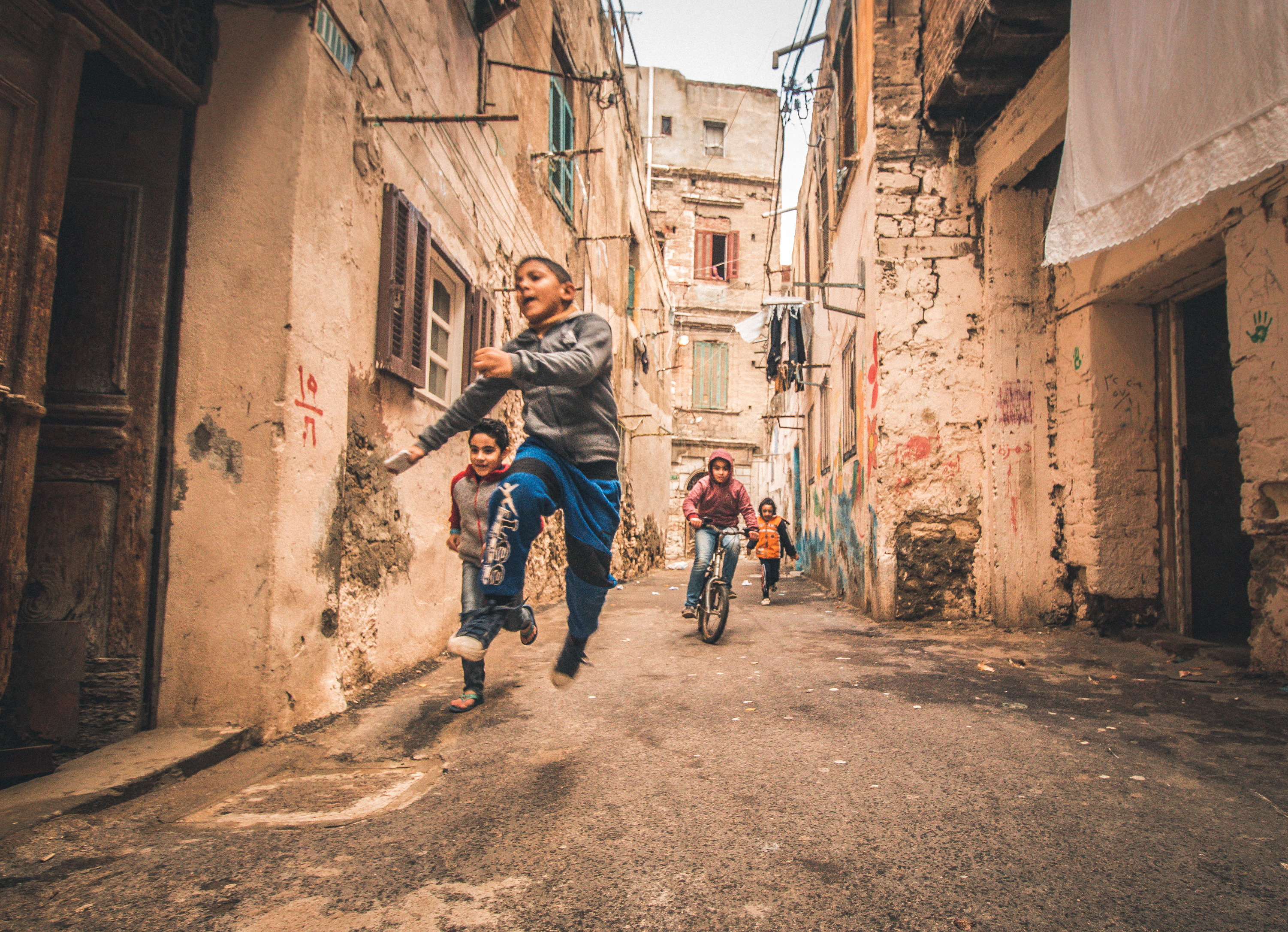
Gyerekek Alexandria Kom el-Dakka városrészében

## Testvértelepülések
- Törökország, İzmir, 1996
- Szlovákia, Pozsony
- Amerikai Egyesült Államok, Baltimore 1995
- Magyarország, Debrecen folyamatban, a debreceni közgyűlés 2010 decemberében fogadta el a testvérvárosi kapcsolat megkötéséről szóló határozatot.[2]
- Fiume, Horvátország[3]